# Alexandra Le
Alexandra Le, née le 3 mai 2004, est une tireuse sportive kazakhe. Elle remporte une médaille de bronze lors des Jeux de 2024.

## Carrière
Elle étudie à l'Université nationale kazakhe de technologie.
En septembre 2023, elle participe aux Jeux asiatiques où elle remporte la médaille de bronze en carabine à 10 m air comprimé avec son compatriote Islam Stapayev. En juillet 2024, toujours avec Satpayev, elle remporte la première médaille des Jeux olympiques d'été de 2024 en battant les Allemands lors de la petite finale du tir à la carabine à 10 m air comprimé.

## Palmarès

### Jeux olympiques
- médaille de bronze en carabine à 10 m air comprimé en 2024 à Paris,  France

### Jeux asiatiques
- médaille de bronze en carabine à 10 m air comprimé mixte en 2022 à Hangzhou,  Chine